# Théo Lefèvre
Théodore Joseph Albéric Marie Lefèvre (Gent, 17 januari 1914 – Sint-Lambrechts-Woluwe, 18 september 1973) was een Belgisch politicus. Hij was premier van België van 1961 tot 1965, aan het hoofd van de regering-Lefèvre-Spaak.

## Familie
Theo Lefèvre was de zoon van de Gentse advocaat Etienne Lefèvre en van Maria Rogman. Hij had een jongere broer, Etienne Lefèvre. De vader behoorde tot de christendemocratische vleugel van de katholieke partij. Hij bracht de volledige Eerste Wereldoorlog door aan het front en kwam erg gehavend terug, getekend door de gevolgen van een gasaanval. Een verblijf in Davos hielp weinig en in 1922 overleed hij.
In augustus 1944 trouwde Theo Lefèvre met Marie-José Billiaert (1918-1998). Ze kregen drie kinderen.

## Levensloop
Lefèvre promoveerde tot doctor in de rechten aan de Rijksuniversiteit Gent. In 1933 richtte hij er samen met enkele vrienden de Katholieke Vlaamsche Studentenvereeniging op. In 1937 schreef hij zich als advocaat in bij de balie van Gent en werd hij secretaris van de Christelijke Werkgeversorganisatie in Oost-Vlaanderen.
Tijdens de Tweede Wereldoorlog schreef hij af en toe artikels voor het clandestien blad Vrij en werd hij verbindingsofficier van de Nationale Koninklijke Beweging. Ook was hij vanaf september 1940 actief in de verzetsgroep Demain, rond de Kortrijkse textielbaron Tony Herbert. Na de oorlog was Lefèvre in 1945 medeoprichter van de CVP. In 1946 werd hij voor het arrondissement Gent-Eeklo verkozen tot lid van de Kamer van volksvertegenwoordigers, wat hij bleef tot in 1971. Daarna zetelde hij van 1971 tot aan zijn dood in 1973 als rechtstreeks gekozen senator in de Senaat.
Tijdens de Koningskwestie, waarvan de afloop diepe wonden sloeg binnen de CVP, was Lefèvre een fervent verdediger van Leopold III. In de nasleep hiervan werd Lefèvre in september 1950 onverwacht verkozen tot partijvoorzitter van de CVP, wat hij bleef tot in mei 1961. In de periode van de homogene CVP-regeringen in de periode 1950-1954 toonde hij zich een autoritaire voorzitter. Hij werd daarna een belangrijke personaliteit tijdens de Schoolstrijd, waarbij hij het verzet aanvoerde tegen de Collardwetten, als leider van het Nationaal Comité voor Vrijheid en Democratie. Zijn populariteit bereikte toen een hoogtepunt.
Niettemin was Lefèvre in 1958 een van de belangrijkste architecten van het Schoolpact. Op 25 december 1958 werd hij, door de Regering-G. Eyskens III benoemd tot minister van Staat.

### Eerste minister
Van 25 april 1961 tot 28 juli 1965 was hij eerste minister, aan het hoofd van een CVP-BSP-coalitie. Dit was een allesbehalve vanzelfsprekende coalitie, want kort daarvoor had het land aan de boord van een burgeroorlog gestaan, omwille van de socialistische oppositie tegen de zogenaamde 'Eenheidswet' van de regering Eyskens. Een nationale staking, gesteund door de BSP, had het ganse economische leven ontredderd en zelfs lam gelegd tijdens de winter 1960-1961. Met de tegenstrever een regering vormen, zo kort na de gebeurtenissen, werd in de middens van burgerij en middenstand niet geapprecieerd. Lefèvre hield er een blijvende impopulariteit aan over. Hij deed trouwens niets om hieraan te verhelpen en beging integendeel enkele flaters of deed een paar ongelukkige uitspraken, die zijn populariteit verder schade toebrachten.
Tijdens zijn regering werd een derde grondwetsherziening voorbereid, op communautair vlak werden de splitsing van de Katholieke Universiteit Leuven geregeld en de taalgrens vastgelegd.
Een grondige wijziging van de wetgeving op de ziekteverzekering hield het land weken in de ban, door de hevige reacties vanwege sommige artsensyndicaten en artsen. Pas na langdurige besprekingen en toegevingen kon een vergelijk bereikt worden.
De wijzigingen op het gebied van de belastingwetgeving en op het invoeren van de btw (belasting op de toegevoegde waarde) veroorzaakte minder problemen.
In 1964 had de belangrijkste buitenlandse actie plaats. De regering besliste paratroepen over te vliegen naar Kongo en in Stanleystad een militaire actie te voeren die een duizendtal landgenoten uit de handen van Congolese rebellen moest redden.

### Laatste jaren
Nadat hij was opgevolgd door de populaire Paul Vanden Boeynants, verdween Lefèvre uit de actualiteit. Voor hem was geen plaats in die regering. Hij was immers de grote pleitbezorger geweest van een 'historische' coalitie van zijn partij met de socialisten, terwijl de regering Vanden Boeynants met de liberalen in zee ging. Binnen de CVP werd hij vervolgens een van de grootste pleitbezorgers van het travaillisme en de progressieve frontvorming.
Hij werd door de OESO belast met een studie over het wetenschapsbeleid in de Verenigde Staten. Hij investeerde ook langsom meer tijd in Europese zaken. Hij werd actief in het 'Comité Jean Monnet', lid van de assemblee van de EGKS en van de Raad van Europa. Hij was ook voorzitter van de internationale unie van christen democraten en voorzitter van de Europese Beweging. Hij interesseerde zich ook voor Latijns-Amerika en meer bepaald voor Chili, waar hij vriendschap aanknoopte met president Eduardo Frei. Hij bleef ook in het Belgisch parlement actief. Op zijn initiatief besliste de regering in 1966 een Dienst voor Ontwikkelingssamenwerking op te richten.
Zijn concurrent binnen de partij, Gaston Eyskens, nam hem op in de regeringen die hij in 1968 en 1972 vormde. Van 1968 tot begin 1972 was Lefèvre minister zonder portefeuille in de Regering-G. Eyskens IV en vervolgens werd hem de zeer bescheiden functie gegund van staatssecretaris in de regering-G. Eyskens V, die hij uitoefende tussen 1972 en 1973. Hierbij was hij telkens belast met het Wetenschapsbeleid.
Van december 1971 tot aan zijn overlijden op 18 september 1973 had hij als gevolg van het toen bestaande dubbelmandaat ook zitting in de Cultuurraad voor de Nederlandse Cultuurgemeenschap, die op 7 december 1971 werd geïnstalleerd en de verre voorloper is van het Vlaams Parlement. Vanaf 1971 was hij lid van de beheerraad van de Katholieke Universiteit Leuven en werd er, kort voor zijn dood, in 1973 voorzitter van. Ook was hij beheerder van de Bank Brussel Lambert.

## Publicaties
- Amerika en wij: speurtochten naar onze toekomst, Lier, 1966.
- Wetenschap vandaag voor de maatschappij van morgen, Tielt, 1970

## Archief
- Théo Lefèvre in de ODIS
- Het archief van Théo Lefèvre in de ODIS

## In populaire cultuur
- Lefèvre dook een aantal maal op in Marc Sleen's stripreeks Nero (strip):
  - In Het Lodderhoofd (1961-1962) verspreidt het nieuws dat Nero 5 miljoen heeft gewonnen zich als een lopend vuurtje. Het weetje bereikt uiteindelijk journalist Jef Anthierens, premier Lefèvre en zelfs koning Boudewijn I van België (strook 20).
  - In Zwarte November (1974) wandelt hij in strook 48 door de gangen van het parlement.
- Lefèvre is ook te zien in het Suske en Wiske-album De apekermis, uit 1965, van Willy Vandersteen. In strook 81 kijken een groep cafébezoekers naar een gorilla die op tv een toespraak houdt. Hierop merkt een bijziende televisiekijker op: Theo ziet er goed uit, hè?